# 巴那雷县
巴那雷县，是泰国南部北大年府的一个县。总面积144.1平方公里，总人口43131人，人口密度299.0人/平方公里（2008年）。

## 行政区划
巴那雷县辖有10个区，52个村。